# Iran Pro League (2001/2002)
Iran Pro League (2001/2002) był 17. edycją najwyższej klasy rozgrywkowej w piłce nożnej w Iranie. Był to też pierwszy sezon zawodowej Iran Pro League. Liga skupiała 14 zespołów. Tytułu nie obroniła drużyna Esteghlal Teheran. Nowym mistrz Iranu została drużyna Persepolis Teheran. Tytuł króla strzelców zdobył Reza Enayati, który w barwach klubu Abu Moslem Meszhed strzelił 17 bramek.
Jest to pierwszy sezon zawodowa Iran Pro League, która zastąpiła dotychczasową Azadegan League, która to z kolei stała się rozgrywkami na zapleczu irańskiej ekstraklasy.

## Tabela końcowa
| Lp. | Drużyna                  | M  | Z  | R  | P  | Bramki | Bramki | Różn. | Pkt | Uwagi                            |
| --- | ------------------------ | -- | -- | -- | -- | ------ | ------ | ----- | --- | -------------------------------- |
| 1   | Persepolis Teheran (M)   | 26 | 13 | 10 | 3  | 36     | 23     | +13   | 49  | Liga Mistrzów AFC • Faza grupowa |
| 2   | Esteghlal Teheran        | 26 | 13 | 9  | 4  | 38     | 21     | +17   | 48  | Liga Mistrzów AFC • Faza grupowa |
| 3   | Fulad Ahwaz              | 26 | 12 | 9  | 5  | 32     | 23     | +9    | 45  |                                  |
| 4   | PAS Teheran              | 26 | 10 | 13 | 3  | 39     | 24     | +15   | 43  |                                  |
| 5   | Abu Moslem Meszhed       | 26 | 11 | 7  | 8  | 40     | 31     | +9    | 40  |                                  |
| 6   | Zob Ahan Isfahan         | 26 | 10 | 9  | 7  | 30     | 25     | +5    | 39  |                                  |
| 7   | Pajkan Kazwin            | 26 | 11 | 5  | 10 | 28     | 22     | +6    | 38  |                                  |
| 8   | Bargh Sziraz             | 26 | 9  | 10 | 7  | 28     | 25     | +3    | 37  |                                  |
| 9   | Sepahan Isfahan          | 26 | 7  | 11 | 8  | 22     | 22     | 0     | 32  |                                  |
| 10  | Fajr Sepasi Sziraz       | 26 | 6  | 9  | 11 | 15     | 20     | −5    | 27  |                                  |
| 11  | Saipa Karadż             | 26 | 6  | 9  | 11 | 24     | 30     | −6    | 27  |                                  |
| 12  | Malawan Bandar-e Anzali  | 26 | 6  | 9  | 11 | 20     | 36     | −16   | 27  |                                  |
| 13  | Esteghlal Raszt (S)      | 26 | 3  | 7  | 16 | 18     | 44     | −26   | 16  | Spadek do                        |
| 14  | Teraktor Sazi Tebriz (S) | 26 | 2  | 9  | 15 | 12     | 36     | −24   | 15  | Spadek do                        |

## Najlepsi strzelcy
|   | Piłkarz                | Klub               | Gole |
| 1 | Reza Enayati           | Abu Moslem Meszhed | 17   |
| 2 | Ali Asghar Modirroosta | Pajkan Kazwin      | 11   |
| 3 | Sohrab Entezari        | Persepolis Teheran | 9    |
| 3 | Behnam Seraj           | Foolad Ahwaz       | 9    |
| 5 | Khodadad Azizi         | PAS Teheran        | 8    |
| 5 | Rasoul Khatibi         | PAS Teheran        | 8    |
| 5 | Sirous Dinmohammadi    | Esteghlal Teheran  | 8    |
| 5 | Reza Ostovari          | Pajkan Kazwin      | 8    |
| 5 | Mohammad Mansouri      | Bargh Sziraz       | 8    |